# Anthaxia castanopsivora
Anthaxia castanopsivora es una especie de escarabajo del género Anthaxia, familia Buprestidae. Fue descrita científicamente por Bílý en 1998.